# Asellopsis sarmatica
Asellopsis sarmatica är en kräftdjursart som beskrevs av Jakubisiak 1938. Asellopsis sarmatica ingår i släktet Asellopsis och familjen Laophontidae. Inga underarter finns listade i Catalogue of Life.